# Kràsnaia Bàltia
Kràsnaia Bàltia (en rus: Красная Балтия) és un poble de l'óblast d'Uliànovsk, a Rússia, que el 2018 tenia 218 habitants. Pertany al districte municipal de Kuzovàtovo.